# Trollvinter
Trollvinter är den sjätte boken av Tove Jansson i serien om Mumintrollen och utkom första gången 1957. Tove Jansson erhöll Elsa Beskow-plaketten 1958 för bokens illustrationer. Mumintrollet har en central roll i boken, som utan sin familj och vänner tvingas mogna och bli mer självständig.

## Handling
Mumintrollen går i vinterdvala mellan november och april. Men en januaridag vaknar plötsligt Mumintrollet och kan inte somna om. Ensam upptäcker han en kall, tyst och förunderlig vintervärld. Han känner sig först rädd och ensam men får snart träffa Too-ticki och sin gamla vän Lilla My, som finner det roande att glida på snön sittande på Muminmammans tebricka.
Vännerna går ner till Muminfamiljens badhus, där Too-ticki numera bosatt sig. De bygger en snöhäst för Isfrun och sörjer en ekorre som frös till döds när den såg Isfrun i ögonen (i slutet av boken finns det dock en bild på en levande ekorre och man får därför anta att den vaknade till liv igen).
Allteftersom den plågande vintern fortskrider dyker flera figurer upp i Mumindalen, däribland Mårran, hunden Ynk, och den stojande skidåkande Hemulen, sökande efter värme, skydd och Muminmammans lager av sylt.

## Figurer som presenteras i boken
- Too-ticki
- Lilla My
- Isfrun
- Förfadern
- Den vintersportälskande Hemulen
- Hunden Ynk
- Knyttet Salome

## Filmatiseringar
| TV-serie                             | Avsnitt baserade på boken |
| Jul i Mumindalen (Sverige, mimserie) | 1–13 |
| Mumintrollen (Polen, dockserie)      | 18: "Vinter i mumindalen" 19: "Lilla My" 20: "Den stora kölden" 21: "I väntan på solen" 22: "Vintergäster" 23: "Den hälsosamma hemulen" 24: "Ynk och vargarna" 25: "Våren kommer" |
| I Mumindalen (Japan, animerad serie) | 22: "Mumintrollet upplever vintern" 23: "Vintergäster" 37: "Det stora vinterbålet"                                                                                                |